# Phantom Bride
Phantom Bride è un singolo del gruppo musicale statunitense Deftones, pubblicato il 7 giugno 2016 come quarto estratto dall'ottavo album in studio Gore.

## Descrizione
Penultima traccia presente nell'album, Phantom Bride ha visto la partecipazione del chitarrista degli Alice in Chains Jerry Cantrell, il quale esegue un assolo di chitarra nella sezione centrale del brano, fatto insolito nella carriera dei Deftones. Proprio riguardo alla scelta di includere un assolo, il frontman Chino Moreno ha dichiarato:

## Accoglienza
In seguito alla pubblicazione di Gore, diversi critici specializzati del settore hanno espresso un parere perlopiù positivo relativo al brano e in particolar modo all'assolo di Cantrell. Neil Z. Yeung di AllMusic ha definito il brano il «pezzo fondamentale dell'album», parere condiviso anche da Craig Jenkins di Noisey, il quale ha aggiunto che esso risulta essere «una bella sintesi della voce disincarnata di Chino Moreno, del timbro pesante del chitarrista Stephen Carpenter, dell'estetica spettrale del tastierista Frank Delgado e del finale massiccio [da parte] del bassista Sergio Vega e del batterista Abe Cunningham.» Jonathan Barkan di Bloody Disgusting ha invece elogiato il brano definendolo «un altro esempio di un pezzo assolutamente fantastico che trasuda la foschia sognante unica per il quale i Deftones sono noti. Esso spinge i confini di ciò che il gruppo ha realizzato in passato e sembra essere un meraviglioso passo in avanti.»

## Formazione
Gruppo
- Abe Cunningham – batteria
- Chino Moreno – voce, chitarra
- Frank Delgado – tastiera, campionatore
- Sergio Vega – basso
- Stephen Carpenter – chitarra

Altri musicisti
- Jerry Cantrell – chitarra aggiuntiva

Produzione
- Matt Hyde – produzione, registrazione, ingegneria del suono, missaggio
- Deftones – produzione
- Chris Rakestraw – ingegneria del suono
- Jimmy Fahey – assistenza tecnica
- Martin Pradler – ingegneria del suono aggiuntiva
- Rob Hill – ingegneria del suono aggiuntiva
- Howie Weinberg – mastering
- Gentry Studer – mastering

## Classifiche
| Classifica (2016)             | Posizione massima |
| ----------------------------- | ----------------- |
| Stati Uniti (mainstream rock) | 8                 |